# Município de Westbrook (condado de Sampson, Carolina do Norte)
Localização da Carolina do Norte nos E.U.A.
O município de Westbrook (em inglês: Westbrook Township) é um localização localizado no  condado de Sampson no estado estadounidense da Carolina do Norte. No ano 2010 tinha uma população de 1.812 habitantes.

## Geografia
O município de Westbrook encontra-se localizado nas coordenadas 35° 12′ 56″ N, 78° 25′ 56,92″ O.